# The Brotherhood
The Brotherhood dvanaesti je studijski album njemačkog heavy metal-sastava Running Wild. Diskografska kuća GUN Records objavila ga je 25. veljače 2002.

## Pjesme
Pjesma "The Ghost" govori o Thomasu Edwardu Lawrenceu, britanskom časniku poznatom po svojoj ulozi u Arapskom ustanku od 1916. do 1918.

## Popis pjesama
Tekstovi i glazba: Rolf Kasparek. 
| 1.    | »Welcome to Hell«                          | 4:34  |
| 2.    | »Soulstrippers«                            | 4:48  |
| 3.    | »The Brotherhood«                          | 6:49  |
| 4.    | »Crossfire«                                | 4:26  |
| 5.    | »Siberian Winter« (instrumentalna skladba) | 6:27  |
| 6.    | »Detonator«                                | 3:51  |
| 7.    | »Pirate Song«                              | 3:17  |
| 8.    | »Unation«                                  | 5:48  |
| 9.    | »Dr. Horror«                               | 4:53  |
| 10.   | »The Ghost«                                | 10:23 |
| 55:16 |                                            |       |

## Zasluge
Running Wild
- Rolf Kasparek – vokal, gitara, produkcija, inženjer zvuka, miks
- Peter Pichl – bas-gitara, prateći vokal (na pjesmama "Pirate Song" i "Unation")
- Angelo Sasso – bubnjevi

Ostalo osoblje
- Ralf Nowy – prateći vokal (na pjesmama "Pirate Song" i "Unation"), inženjer zvuka
- Gerhard Wölfle – inženjer zvuka (vokali), miks (vokali)
- Rainer Holst – mastering
- Katharina Nowy – dodatna produkcija, inženjer zvuka, miks
- Ralf Steiner – fotografije
- Gabi Steiner – fotografije